# Miss Malaysia
Miss Malaysia è il generico titolo con cui vengono identificate le rappresentanti della Malaysia nei concorsi di bellezza internazionali. Esistono due principali concorsi nazionali per selezionare tali rappresentanti: Miss Universo Malaysia e Miss Mondo Malaysia, attraverso i quali vengono selezionate le rappresentanti rispettivamente per i concorsi di Miss Universo e Miss Mondo. I due concorsi sono scollegati fra loro e vengono gestiti da organizzazioni diverse.

## Albo d'oro

### Miss Universo Malaysia
| Anno | Nome                         | Piazzamento |
| ---- | ---------------------------- | ----------- |
| 2012 | Kimberley Ann Estrop-Leggett |             |
| 2011 | Deborah Priya Henry          |             |
| 2010 | Nadine Ann Thomas            |             |
| 2009 | Joannabelle Ng               |             |
| 2008 | Levy Li Su Lin               |             |
| 2007 | Adelaine Chin Ai Nee         |             |
| 2006 | Melissa Ann Tan              |             |
| 2005 | Angela Gan                   |             |
| 2004 | Andrea Fonseka               |             |
| 2003 | Elaine Daly                  |             |
| 2002 | Karen Ang Lit Eit            |             |
| 2001 | Tung Mei Chin                |             |
| 2000 | Lynette Mei Ling Ludi        |             |
| 1999 | Jeanette Ooi                 |             |
| 1998 | Sherine Wong Sook Ling       |             |
| 1997 | Trincy Low                   |             |
| 1996 | Adeline Ong                  |             |
| 1995 | Suziela Azrai                |             |
| 1994 | Liza Koh                     |             |
| 1993 | Lucy Narayanasamy            |             |
| 1992 | Crystal Yong                 |             |
| 1991 | Elaine Chew                  |             |
| 1990 | Anna Lin                     |             |
| 1989 | Carmen Cheah Swee            |             |
| 1988 | Linda Lum Chee Ling          |             |
| 1987 | Christine Praglar            |             |
| 1986 | Batty Chee                   |             |
| 1985 | Agnes Chin Lai Hong          |             |
| 1984 | Latifah Abdul Hamid          |             |
| 1983 | Puspa Mohamed                |             |
| 1982 | Siti Rohani Wahid            |             |
| 1981 | Audrey Loh                   |             |
| 1980 | Felicia Yong                 |             |
| 1979 | Irene Wong                   |             |
| 1978 | Yasmin Yussuf                |             |
| 1977 | Leong Li Ping                |             |
| 1976 | Teh Faridah Ahmad            |             |
| 1975 | Alice Cheong                 |             |
| 1974 | Lily Chong                   |             |
| 1973 | Maggie Loo                   |             |
| 1972 | Helen Looi                   |             |
| 1971 | Yvette Bateman               |             |
| 1970 | Josephine Lena Wong Jaw Leng | Top 15      |
| 1969 | Rosemary Wan Chow Mui        |             |
| 1968 | Maznah Mohammed Ali          |             |
| 1967 | Monkam Anne Lowe Siprasome   |             |
| 1966 | Helen Lee Siew Lien          |             |
| 1965 | Patricia Agustus             |             |
| 1964 | Angela Filmer                |             |
| 1963 | Nik Azizah Nik Yahya         |             |
| 1962 | Sarah AlHabshee Abdullah     |             |

### Miss Mondo Malaysia

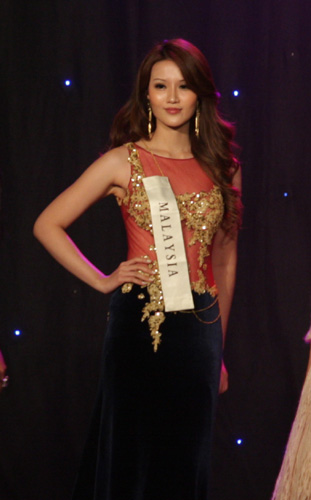
Soo Wincci, Miss Mondo Malaysia 2008

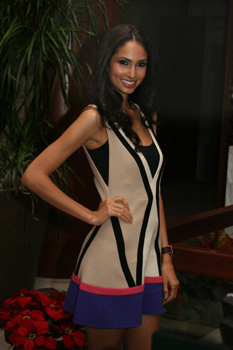
Deborah Priya, Miss Mondo Malaysia 2007

| Anno | Nome                        | Piazzamento       |
| ---- | --------------------------- | ----------------- |
| 2011 | Chloe Chen                  |                   |
| 2010 | Nadia Heng                  |                   |
| 2009 | Thanuja Ananthan            |                   |
| 2008 | Soo Wincci                  |                   |
| 2007 | Deborah Priya Henry         |                   |
| 2006 | Adeline Choo Wan Ling       |                   |
| 2005 | Emmeline Ng Wei Shu         | Miss World Sports |
| 2004 | Gloria Ting Mei Ru          |                   |
| 2003 | Wong Sze Zen                |                   |
| 2002 | Mabel Ng Chin Mei           |                   |
| 2001 | Sasha Tan Hwee Teng         |                   |
| 2000 | Tan Su Wei                  |                   |
| 1999 | Jaclyn Lee Tze Wey          |                   |
| 1998 | Lina Teoh Pick Lim          | 3ª classificata   |
| 1997 | Arianna Teoh Lai Poh        | Top 10            |
| 1996 | Qu-An How Cheok-Kuan        |                   |
| 1995 | Trincy Low Ee Bing          |                   |
| 1994 | Rahima Orchient Yayah       | Top 10            |
| 1993 | Jacqueline Ngu              |                   |
| 1992 | Fazira Wan Chek             |                   |
| 1991 | Samantha Schubert           |                   |
| 1989 | Vivian Chen Shee Yee        |                   |
| 1988 | Sue Wong Choy Fun           |                   |
| 1987 | Sheela Shankar              |                   |
| 1986 | Joan Cardoza                |                   |
| 1985 | Rosalind Kong Siew Kuen     |                   |
| 1984 | Christine Teo Pick Yoon     |                   |
| 1983 | Michelle Yeoh Choo-Kheng    |                   |
| 1982 | Nellie Teoh Swee Yong       |                   |
| 1981 | Cynthia Geraldine de Castro |                   |
| 1980 | Callie Liew Tan Chee        |                   |
| 1979 | Shirley Chew                | Top 15            |
| 1978 | Kartina Osir                |                   |
| 1977 | Christine Mary Lim Lim Boey |                   |
| 1976 | Che Puteh Naziadin          |                   |
| 1975 | Fauziah Haron               |                   |
| 1974 | Shirley Tan                 |                   |
| 1973 | Narimah Yusoff              |                   |
| 1972 | Janet Mok                   |                   |
| 1971 | Daphne Munro                |                   |
| 1969 | Pauline Chai                |                   |
| 1966 | Merlyn McKelvie             |                   |
| 1965 | Clara De Run                |                   |
| 1963 | Catherine Loh               | Top 15            |